# Bärbel Röhl
Bärbel Röhl (* 6. März 1950 in Kargow) ist eine deutsche Schauspielerin.

## Leben
Über Bärbel Röhl sind bislang nur wenige belegbare biografische Daten bekannt. Demnach wurde sie 1950 in Kargow, im heutigen Bundesland Mecklenburg-Vorpommern geboren. Von 1968 bis 1972 absolvierte sie eine Ausbildung zur Diplom-Schauspielerin an der Theaterhochschule „Hans Otto“ in Leipzig. Seit 1979 arbeitete sie an verschiedenen deutschen Theatern und steht seit 1983 auch für Film- und Fernsehproduktionen vor der Kamera. Zudem erlangte sie 1998 einen weiteren beruflichen Abschluss als Heilpraktikerin. Laut ihrer Vita hat sie eine Gesangsausbildung (klassisch und Musical) absolviert, tritt mit literarisch-musikalischen Programmen auf und wohnt in Berlin.
Ihre Töchter Katja Frenzel und Anna Frenzel-Röhl sind auch als Schauspieler tätig. Ihre Schwester Siegrid Reintsch, ihr Neffe Fridolin Richter und ihre Nichte Henriette Richter-Röhl ergriffen ebenfalls den Schauspielberuf.

## Rollen (Auswahl)

### Theater/Musical
- 1998: Black Rider Richard III. (Renaissance-Theater, Regie: I. Waszerka und J. Savary, Rolle Diverse)[4][5]

- 2000: Duellantinnen TB (Zerbrochene Fenster, Regie: J. von Westphalen)[4][5]
- 2000: Furcht und Hoffnung der BRD (Carrousel-Theater an der Parkaue Berlin, Regie: U. Cramer)[4][5]
- 2000: Was sich hinter den Bergen zusammenbraut (Carrousel-Theater an der Parkaue Berlin, Regie: S. Pietsch, Rolle: Opernsängerin)[4][5]
- 2005: Ober 7 Betten (Staatstheater Cottbus, Regie: R. Flath)[4][5]
- 2006: Große Freiheit Nr.7 (Staatstheater Schwerin, Regie: W. Dzialla)[4][5]
- 2009: Schöne Bescherung (Staatstheater Schwerin, Regie: A. Müther)[4][5]
- 2009: Variationen der Liebe (Theater Reutlingen, Regie: M. Schneider, Rolle: Die Alte)[4][5]
- 2009: De Lehmpott (Ohnsorg Theater, Regie: Frank Grupe)[4][5]
- 2010: Eisfee & Frostfiedler, Sylvester Gala (Theater am Rand Zollbrücke, Regie: G. Bigott, Rolle: Erzählerin)[4][5]
- 2010: Wer hat den Farbfilm vergessen? (Die Tonne, Regie: Heiner Kondschak & Enrico Urbanek, Rolle: Diverse)[4][5]
- 2011: Griechenlands musikalische Götter (Projekttheater Dresden, Regie: Jacob Steinberg, Rolle: Göttin)[4][5]
- 2011: Kehrwoche (Theater die Tonne Reutlingen, Regie: Enrico Urban, Rolle: Diverse)[4][5]
- 2011: Engel-Tiefgefroren und aufgetaut (Soloprogramm, Theater im Palais, Regie: Bärbel Röhl)[4][5]
- 2012: Das Feuerwerk (Musical, Staatstheater Schwerin, Regie: Klaus Seiffert, Rolle: Tante Paula)[4][5]
- 2013: Spuk unterm Riesenrad (Plänterwald Berlin, Regie: Anne Diedering, Rolle: Großmutter)[4][5]
- 2013: Präsidentinnen (Theater die Tonne Reutlingen, Regie: Enrico Urbanik, Rolle: Mariebl)[4][5]
- 2015: Sister Act (Stage Entertainment, Metronom Theater Oberhausen, Rolle: Mutter Oberin und Schwester Mary Lazarus)[4][5]
- 2017: Sister Act (Stage Entertainment, Theater des Westens Berlin + Tournee, Rolle: Mutter Oberin und Schwester Mary Lazarus)[4][5]
- 2024: Abenteuerland (Pur und BB-Promotion, Capitol Theater Düsseldorf, Rolle: Oma Lena)

### Filmografie

#### Kino
- 1989: König Phantasius (Regie: Karola Hattop)
- 1990: Verbotene Liebe
- 1992: Jana und Jan

#### Fernsehen
- 1983: Nachhilfe für Vati (Regie: K. Hattop)
- 1984: Ich liebe Victor
- 1987: Feriengewitter (Regie: K. Hattop)
- 1992: Ein Elefant im Krankenhaus (Regie: K. Hattop)
- 1997–1998: Gute Zeiten, schlechte Zeiten (Fernsehserie, 15 Episoden)
- 1998: T.V. Kaiser (Regie: J. Hermans)
- 2003: Viel zu wenig (Regie: K.Kunz)
- 2004: Hinter Gittern (Serie, Regie: Diverse)
- 2008: Zack – Comedy nach Maß (Regie: Diverse)
- 2010: Fritz Reuter – Armer Rebell & Reicher Poet (Regie: Maik Priebe)
- 2010: Good day for Reading (Kurzfilm, Regie: Nenad Mikovic)
- 2010: Ein deutscher Film (Kurzfilm, Regie: Aaron Martinez)
- 2010: La Winterview (Doku, Regie: Haik Büchsenschuss)
- 2011: Hinter den Kulissen (Reportage)
- 2011: Unmöglichkeiten (Kurzfilm, Regie: Julia Becker)
- 2012: Der Erlöser von Tempelhof (Regie: Charlotte Roustang)
- 2014: 1989 – Poker am Todeszaun (Dokuspielfilm, Regie: Erzebéth Rác, Anders Østergaard)
- 2014: In aller Freundschaft – Folge 678: Schutzengel (Serie, Regie: Frank Stoye)
- 2017: Bettys Diagnose (Fernsehserie, Regie; Oliver Muth)
- 2018: Abikalypse (aka: Am Ende Legenden, Fernsehfilm, Regie: Adolfo J. Kolmerer)

### Sprecherin
- 1990: Die rote Kapelle (Hörspiel, Regie: Joachim Staritz)[6]
- 1999: Meister und Margarita (MDR, Hörbuch des Jahres)[6]
- 2009: Barneys Version (MDR Hörspiel, Regie: Götz Fritsch)[6]
- 2009: Weggelacht – Witze aus der DDR (NDR Hörspiel, Regie: Rainer Schobeß)[6]
- 2009: Siggi, der Star auf dem Parkett (Feature, Regie: Karin Ney, Rolle: Hellen Meier)[6]
- 2009: Was wir essen (MDR Feature, Regie: Andreas Meinelsberger)[6]
- 2010: Unter dem Milchwald (Hörspiel des Jahres, Regie: Götz Fritsch)[6]
- 2011: Verbrannt in Zelle 5 (Feature; Regie: Nikolai von Koslowski)[6]
- 2012: Zwischen Himmel und Erde (SWR Deutschlandradio, Feature, Regie: Gerda Zschiedrich, Rolle: Autorin)[6]
- 2012: Das verbotene Land (Saarländischer Rundfunk, Hörspiel)[6]
- 2012: Alle halten mich für ein Rätsel – Eine Reise in Gogols groteske Welt (rbb Feature, Regie: Gerda Zschiedrich)[6]
- 2012: Transsilvanien (MDR Hörspiel, Regie: Steffen Moratz)[6]
- 2012: Sterben mit Revanche (Spielfilm, Synchron, Rolle: Hilde)[6]
- 2012: Frauenzuchthaus Hoheneck (MDR, Feature)[6]
- 2012: Prinzessin wundersam und der blaue Schleier (AT) (Autorenproduktion, Regie: Karin Ney und Christa Kowalski, Rolle: Großmutter)[6]